# كورت هوبر (مغني)
كورت هوبر هو مغني سويسري، ولد في 4 مايو 1937 في زيورخ في سويسرا.

## وصلات خارجية
- كورت هوبر على موقع ميوزك برينز (الإنجليزية)
- كورت هوبر على موقع ديسكوغز (الإنجليزية)